# Rebelia sapho
Rebelia sapho är en fjärilsart som beskrevs av Milliére 1864/68. Rebelia sapho ingår i släktet Rebelia och familjen säckspinnare. Inga underarter finns listade.